# Élections départementales de 2021 à Mayotte
Les élections départementales à Mayotte ont lieu les 20 et 27 juin 2021.

## Contexte départemental

### Assemblée départementale sortante
Avant les élections, le conseil départemental de Mayotte est présidé par Soibahadine Ibrahim Ramadani (LR).
Il comprend 26 conseillers départementaux issus des 13 cantons de Mayotte.
| Président du conseil départemental               |       |       |      |                         |
| Soibahadine Ibrahim Ramadani (LR)                |       |       |      |                         |
| Parti                                            | Sigle | Sigle | Élus | Groupes                 |
| Majorité (17 sièges)                             |       |       |      |                         |
| Les Républicains                                 |       | LR    | 12   | Majorité départementale |
| Nouvel Élan pour Mayotte                         |       | NÉMA  | 2    | Majorité départementale |
| Union des Nouvelles Forces de la Commune de Sada |       | UNFCS | 1    | Majorité départementale |
| Mouvement pour le développement de Mayotte       |       | MDM   | 1    | Majorité départementale |
| Divers droite                                    |       | DVD   | 1    | Majorité départementale |
| Opposition (9 sièges)                            |       |       |      |                         |
| Mouvement pour le développement de Mayotte       |       | MDM   | 5    | Les Centristes          |
| Union des démocrates et indépendants             |       | UDI   | 2    | Les Centristes          |
| Union des Nouvelles Forces de la Commune de Sada |       | UNFCS | 1    | Les Centristes          |
| Union pour le renouveau de Mayotte               |       | UPRM  | 1    | Les Centristes          |

## Système électoral
Les élections ont lieu au scrutin majoritaire binominal à deux tours. Le système est paritaire : les candidatures sont présentées sous la forme d'un binôme composé d'une femme et d'un homme avec leurs suppléants (une femme et un homme également).
Pour être élu au premier tour, un binôme doit obtenir la majorité absolue des suffrages exprimés et un nombre de suffrages au moins égal à 25 % des électeurs inscrits. Si aucun binôme n'est élu au premier tour, seuls peuvent se présenter au second tour les binômes qui ont obtenu un nombre de suffrages au moins égal à 12,5 % des électeurs inscrits, sans possibilité pour les binômes de fusionner. Est élu au second tour le binôme qui obtient le plus grand nombre de voix.

## Résultats à l'échelle du département

### Résultats par nuances
| Binômes                  | Binômes                     | Binômes                  | Premier tour | Premier tour | Premier tour | Second tour | Second tour   | Second tour | Total | +/-           |
| Binômes                  | Binômes                     | Binômes                  | Voix         | %            | Sièges       | Voix        | %             | Sièges      | Total | +/-           |
| ------------------------ | --------------------------- | ------------------------ | ------------ | ------------ | ------------ | ----------- | ------------- | ----------- | ----- | ------------- |
|                          | Divers centre               | DVC                      | 16 587       | 29,96        | 0            | 18 176      | 32,50         | 12          | 12    | Nv.           |
|                          | Les Républicains            | LR                       | 10 228       | 18,48        | 0            | 14 032      | 25,09         | 4           | 4     | 6             |
|                          | Divers droite               | DVD                      | 10 218       | 18,46        | 0            | 8 534       | 15,26         | 6           | 6     | 2             |
|                          | Divers gauche               | DVG                      | 8 310        | 15,01        | 2            | 5 605       | 10,02         | 0           | 2     | 2             |
|                          | Divers                      | DIV                      | 7 434        | 13,43        | 0            | 7 519       | 13,45         | 0           | 0     | en stagnation |
|                          | Union au centre et à gauche | UCG                      | 1 633        | 2,95         | 0            | 2 058       | 3,68          | 2           | 2     | Nv.           |
|                          | Mouvement démocrate         | MDM                      | 434          | 0,78         | 0            |             |               |             | 0     | en stagnation |
|                          | Union au centre et à droite | UCD                      | 224          | 0,40         | 0            | 0           | Nv.           |             |       |               |
|                          | Rassemblement national      | RN                       | 154          | 0,28         | 0            | 0           | en stagnation |             |       |               |
|                          | Union au centre             | UC                       | 139          | 0,25         | 0            | 0           | Nv.           |             |       |               |
|                          |                             |                          |              |              |              |             |               |             |       |               |
| Suffrages exprimés       | Suffrages exprimés          | Suffrages exprimés       | 55 361       | 95,88        |              | 55 924      | 96,12         |             |       |               |
| Votes blancs             | Votes blancs                | Votes blancs             | 855          | 1,48         | 791          | 1,36        |               |             |       |               |
| Votes nuls               | Votes nuls                  | Votes nuls               | 1 524        | 2,64         | 1 469        | 2,52        |               |             |       |               |
| Total                    | Total                       | Total                    | 57 740       | 100          | 2            | 58 184      | 100           | 24          | 26    | en stagnation |
| Abstentions              | Abstentions                 | Abstentions              | 33 531       | 36,74        |              | 27 211      | 31,86         |             |       |               |
| Inscrits / participation | Inscrits / participation    | Inscrits / participation | 91 271       | 63,26        | 85 395       | 68,14       |               |             |       |               |

### Élus par canton
| Canton      | Conseiller Sortant           | Parti | Parti | Conseiller élu            | Parti | Parti |
| ----------- | ---------------------------- | ----- | ----- | ------------------------- | ----- | ----- |
| Bandraboua  | Halima Mdallah Bamoudou      |       | LR    | Nadjima Saïd              |       | DVC   |
| Bandraboua  | Issoufi Hadj Mhoko           |       | LR    | Alain Sarment             |       | DVC   |
| Bouéni      | Ahmed Attoumani Douchina     |       | UDI   | Salime Mdéré              |       | MRGS  |
| Bouéni      | Afidati Mkadara              |       | MDM   | Rossette Vitta            |       | MRGS  |
| Dembeni     | Issa Issa Abdou              |       | MDM   | Zamimou Ahamadi           |       | LR    |
| Dembeni     | Bichara Bouhari Payet        |       | DVD   | Madi Velou                |       | DVD   |
| Dzaoudzi    | Fatima Souffou               |       | NÉMA  | Maymounati Moussa Ahamadi |       | NÉMA  |
| Dzaoudzi    | Issa Soulaimana Mhidi        |       | NÉMA  | Ali Omar                  |       | NÉMA  |
| Koungou     | Bourouhane Allaoui           |       | LR    | Échati Issa               |       | DVC   |
| Koungou     | Raïssa Andhum                |       | LR    | Daoud Saindou-Malidé      |       | DVC   |
| Mamoudzou-1 | Armamie Abdoul Wassion       |       | LR    | El Anrif Hassani          |       | MDM   |
| Mamoudzou-1 | Mohamed Sidi                 |       | LR    | Farianti M'Dallah         |       | MDM   |
| Mamoudzou-2 | Ben Youssouf Chihabouddine   |       | UPRM  | Laini Abdallah-Boina      |       | MDM   |
| Mamoudzou-2 | Zaïhati Madi-Mari            |       | MDM   | Elyassir Manroufou        |       | MDM   |
| Mamoudzou-3 | Ali Debré Combo              |       | LR    | Hélène Pollozec           |       | LREM  |
| Mamoudzou-3 | Mariame Saïd                 |       | LR    | Nadjayedine Sidi          |       | LREM  |
| Mtsamboro   | Toyfriya Anassi              |       | UDI   | Abdoul Kamardine          |       | LR    |
| Mtsamboro   | Aynoudine Salime             |       | MDM   | Zouhourya Mouayad Ben     |       | LR    |
| Ouangani    | Soibahadine Ibrahim Ramadani |       | LR    | Saindou Attoumani         |       | DVD   |
| Ouangani    | Moinécha Soumaila            |       | LR    | Bibi Chanfi               |       | DVD   |
| Pamandzi    | Soihirat El Hadad            |       | MDM   | Soihirat El Hadad         |       | MDM   |
| Pamandzi    | Daniel Zaïdani               |       | MDM   | Daniel Zaïdani            |       | MDM   |
| Sada        | Insya Daoudou                |       | UNFCS | Tahamida Ibrahim          |       | LR    |
| Sada        | Nomani Ousseni               |       | UNFCS | Mansour Kamardine         |       | LR    |
| Tsingoni    | Ben Issa Ousseni             |       | LR    | Ben Issa Ousseni          |       | LR    |
| Tsingoni    | Fatimatie Razafinatoandro    |       | LR    | Zaounaki Saindou          |       | DVD   |

## Résultats par canton
Les binômes sont présentés par ordre décroissant des résultats au premier tour. En cas de victoire au second tour du binôme arrivé en deuxième place au premier, ses résultats sont indiqués en gras.

### Canton de Bandraboua
| Candidats                | Candidats                | Partis                   | Nuance                   | Premier tour | Premier tour | Second tour | Second tour |
| Candidats                | Candidats                | Partis                   | Nuance                   | Voix         | %            | Voix        | %           |
| ------------------------ | ------------------------ | ------------------------ | ------------------------ | ------------ | ------------ | ----------- | ----------- |
|                          | Nadjima Saïd             | DVC                      | UCG                      | 1 633        | 49,54        | 2 058       | 54,43       |
|                          | Alain Sarment            | DVC                      | UCG                      | 1 633        | 49,54        | 2 058       | 54,43       |
|                          | Baharoussoifa Chaharani  | LR                       | LR                       | 1 348        | 40,90        | 1 723       | 45,57       |
|                          | Soibirina Madi           | LR                       | LR                       | 1 348        | 40,90        | 1 723       | 45,57       |
|                          | Abdillah Saïd            | DVD                      | DVD                      | 315          | 9,15         |             |             |
|                          | Rabianti Bint Tadjudine  | DVD                      | DVD                      | 315          | 9,15         |             |             |
|                          |                          |                          |                          |              |              |             |             |
| Suffrages exprimés       | Suffrages exprimés       | Suffrages exprimés       | Suffrages exprimés       | 3 296        | 96,43        | 3 781       | 97,78       |
| Votes blancs             | Votes blancs             | Votes blancs             | Votes blancs             | 30           | 0,88         | 28          | 0,72        |
| Votes nuls               | Votes nuls               | Votes nuls               | Votes nuls               | 92           | 2,69         | 58          | 1,50        |
| Total                    | Total                    | Total                    | Total                    | 3 418        | 100          | 3 867       | 100         |
| Abstention               | Abstention               | Abstention               | Abstention               | 1 758        | 33,96        | 1 431       | 27,01       |
| Inscrits / participation | Inscrits / participation | Inscrits / participation | Inscrits / participation | 5 176        | 64,04        | 5 298       | 72,99       |

### Canton de Bouéni
| Candidats                | Candidats                 | Partis                   | Nuance                   | Premier tour | Premier tour | Second tour | Second tour |
| Candidats                | Candidats                 | Partis                   | Nuance                   | Voix         | %            | Voix        | %           |
| ------------------------ | ------------------------- | ------------------------ | ------------------------ | ------------ | ------------ | ----------- | ----------- |
|                          | Fadhuila Abdallah Sélé    | DVD                      | DIV                      | 1 535        | 24,62        | 2 792       | 42,39       |
|                          | Echati Maanrifa           | DVD                      | DIV                      | 1 535        | 24,62        | 2 792       | 42,39       |
|                          | Salime Mdéré              | MRGS                     | DVC                      | 1 346        | 21,58        | 3 794       | 57,61       |
|                          | Rossette Vitta            | MRGS                     | DVC                      | 1 346        | 21,58        | 3 794       | 57,61       |
|                          | Hafidhou Abidi Madi       | DVD                      | DVD                      | 1 067        | 17,11        |             |             |
|                          | Faïna Ousseni             | DVD                      | DVD                      | 1 067        | 17,11        |             |             |
|                          | Ali Marthadi              | DVG                      | DVG                      | 554          | 8,88         |             |             |
|                          | Taourati Zarkachi         | DVG                      | DVG                      | 554          | 8,88         |             |             |
|                          | Kamaria Dahalani          | DVD                      | DVC                      | 450          | 7,22         |             |             |
|                          | Thanlabi Souffou          | DVD                      | DVC                      | 450          | 7,22         |             |             |
|                          | Daniel Henry              | MoDem                    | MDM                      | 434          | 6,96         |             |             |
|                          | Assidjadi Mohamed         | MoDem                    | MDM                      | 434          | 6,96         |             |             |
|                          | Hadidjati Mohamed         | DVD                      | DVC                      | 320          | 5,13         |             |             |
|                          | Daniel Saïd               | DVD                      | DVC                      | 320          | 5,13         |             |             |
|                          | Hazra Boura               | DVD                      | DVC                      | 289          | 4,63         |             |             |
|                          | Ali Djaroudi              | DVD                      | DVC                      | 289          | 4,63         |             |             |
|                          | Maoihidou Ahmada Mahamoud | DVD                      | DIV                      | 241          | 3,86         |             |             |
|                          | Nourriati Ibrahim         | DVD                      | DIV                      | 241          | 3,86         |             |             |
|                          |                           |                          |                          |              |              |             |             |
| Suffrages exprimés       | Suffrages exprimés        | Suffrages exprimés       | Suffrages exprimés       | 6 236        | 94,90        | 6 586       | 96,40       |
| Votes blancs             | Votes blancs              | Votes blancs             | Votes blancs             | 93           | 1,42         | 81          | 1,19        |
| Votes nuls               | Votes nuls                | Votes nuls               | Votes nuls               | 242          | 3,68         | 165         | 2,42        |
| Total                    | Total                     | Total                    | Total                    | 6 571        | 100          | 6 832       | 100         |
| Abstention               | Abstention                | Abstention               | Abstention               | 2 829        | 30,10        | 2 585       | 27,45       |
| Inscrits / participation | Inscrits / participation  | Inscrits / participation | Inscrits / participation | 9 400        | 69,90        | 9 417       | 72,55       |

### Canton de Dembeni
| Candidats                | Candidats                    | Partis                   | Nuance                   | Premier tour | Premier tour | Second tour | Second tour |
| Candidats                | Candidats                    | Partis                   | Nuance                   | Voix         | %            | Voix        | %           |
| ------------------------ | ---------------------------- | ------------------------ | ------------------------ | ------------ | ------------ | ----------- | ----------- |
|                          | Issa Abdou                   | MDM                      | DVC                      | 1 982        | 45,63        | 2 465       | 49,08       |
|                          | Inaya Salimini               | DVD                      | DVC                      | 1 982        | 45,63        | 2 465       | 49,08       |
|                          | Zamimou Ahamadi              | LR                       | DVD                      | 1 810        | 41,67        | 2 557       | 50,92       |
|                          | Madi Velou                   | DVD                      | DVD                      | 1 810        | 41,67        | 2 557       | 50,92       |
|                          | Toianti Ahamadi              | DVD                      | DIV                      | 552          | 12,71        |             |             |
|                          | Anturdine Attoumani Mze Madi | DVD                      | DIV                      | 552          | 12,71        |             |             |
|                          |                              |                          |                          |              |              |             |             |
| Suffrages exprimés       | Suffrages exprimés           | Suffrages exprimés       | Suffrages exprimés       | 4 344        | 96,41        | 5 022       | 97,53       |
| Votes blancs             | Votes blancs                 | Votes blancs             | Votes blancs             | 40           | 0,89         | 37          | 0,72        |
| Votes nuls               | Votes nuls                   | Votes nuls               | Votes nuls               | 121          | 2,69         | 90          | 1,75        |
| Total                    | Total                        | Total                    | Total                    | 4 505        | 100          | 5 149       | 100         |
| Abstention               | Abstention                   | Abstention               | Abstention               | 2 535        | 36,01        | 1 918       | 27,14       |
| Inscrits / participation | Inscrits / participation     | Inscrits / participation | Inscrits / participation | 7 040        | 63,99        | 7 067       | 72,86       |

### Canton de Dzaoudzi
| Candidats                | Candidats                 | Partis                   | Nuance                   | Premier tour | Premier tour |
| Candidats                | Candidats                 | Partis                   | Nuance                   | Voix         | %            |
| ------------------------ | ------------------------- | ------------------------ | ------------------------ | ------------ | ------------ |
|                          | Maymounati Moussa Ahamadi | NÉMA                     | DVG                      | 1 802        | 53,82        |
|                          | Ali Omar                  | NÉMA                     | DVG                      | 1 802        | 53,82        |
|                          | Mohamadi Bacar Mcolo      | MDM                      | DVC                      | 1 546        | 46,16        |
|                          | Fatima Souffou            | DVG                      | DVC                      | 1 546        | 46,16        |
|                          |                           |                          |                          |              |              |
| Suffrages exprimés       | Suffrages exprimés        | Suffrages exprimés       | Suffrages exprimés       | 3 348        | 95,41        |
| Votes blancs             | Votes blancs              | Votes blancs             | Votes blancs             | 64           | 1,82         |
| Votes nuls               | Votes nuls                | Votes nuls               | Votes nuls               | 97           | 2,76         |
| Total                    | Total                     | Total                    | Total                    | 3 509        | 100          |
| Abstention               | Abstention                | Abstention               | Abstention               | 2 586        | 42,43        |
| Inscrits / participation | Inscrits / participation  | Inscrits / participation | Inscrits / participation | 6 095        | 57,57        |

### Canton de Koungou
| Candidats                | Candidats                | Partis                   | Nuance                   | Premier tour | Premier tour | Second tour | Second tour |
| Candidats                | Candidats                | Partis                   | Nuance                   | Voix         | %            | Voix        | %           |
| ------------------------ | ------------------------ | ------------------------ | ------------------------ | ------------ | ------------ | ----------- | ----------- |
|                          | Sidi Boinaïdi            | DVG                      | DVG                      | 583          | 26,76        | 1 048       | 45,41       |
|                          | Maïssara Saïd Omar       | DVG                      | DVG                      | 583          | 26,76        | 1 048       | 45,41       |
|                          | Échati Issa              | DVC                      | DVC                      | 508          | 23,31        | 1 260       | 54,59       |
|                          | Daoud Saindou-Malidé     | DVC                      | DVC                      | 508          | 23,31        | 1 260       | 54,59       |
|                          | Mounirou Ahmed Boinahery | DVD                      | DVD                      | 396          | 18,17        |             |             |
|                          | Raïcha Houmadi           | DVD                      | DVD                      | 396          | 18,17        |             |             |
|                          | Ali Alimdine Carlos      | DVD                      | DVD                      | 322          | 14,78        |             |             |
|                          | Samianti Rafion          | DVD                      | DVD                      | 322          | 14,78        |             |             |
|                          | Raïssa Andhum            | LR                       | DVD                      | 198          | 9,09         |             |             |
|                          | Hamisse Maoulida         | LR                       | DVD                      | 198          | 9,09         |             |             |
|                          | Abdou Ansali             | DVD                      | DIV                      | 172          | 7,89         |             |             |
|                          | Moilani Houmadi          | DVD                      | DIV                      | 172          | 7,89         |             |             |
|                          |                          |                          |                          |              |              |             |             |
| Suffrages exprimés       | Suffrages exprimés       | Suffrages exprimés       | Suffrages exprimés       | 2 179        | 94,78        | 2 308       | 95,69       |
| Votes blancs             | Votes blancs             | Votes blancs             | Votes blancs             | 69           | 3,00         | 44          | 1,82        |
| Votes nuls               | Votes nuls               | Votes nuls               | Votes nuls               | 51           | 2,22         | 60          | 2,49        |
| Total                    | Total                    | Total                    | Total                    | 2 299        | 100          | 2 412       | 100         |
| Abstention               | Abstention               | Abstention               | Abstention               | 2 453        | 51,62        | 2 362       | 49,48       |
| Inscrits / participation | Inscrits / participation | Inscrits / participation | Inscrits / participation | 4 752        | 48,38        | 4 774       | 50,52       |

### Canton de Mamoudzou-1
| Candidats                | Candidats                   | Partis                   | Nuance                   | Premier tour | Premier tour | Second tour | Second tour |
| Candidats                | Candidats                   | Partis                   | Nuance                   | Voix         | %            | Voix        | %           |
| ------------------------ | --------------------------- | ------------------------ | ------------------------ | ------------ | ------------ | ----------- | ----------- |
|                          | Hassana Ahmed Houmadi       | LR                       | LR                       | 896          | 32,21        | 1 366       | 46,40       |
|                          | Said Malidi Mlimi           | LR                       | LR                       | 896          | 32,21        | 1 366       | 46,40       |
|                          | El Anrif Hassani            | MDM                      | DVC                      | 748          | 26,89        | 1 578       | 53,60       |
|                          | Farianti M’Dallah           | MDM                      | DVC                      | 748          | 26,89        | 1 578       | 53,60       |
|                          | Jacques Martial Henry       | MDM                      | DVC                      | 551          | 19,81        |             |             |
|                          | Siti Dhoulfa Madjinda       | LREM                     | DVC                      | 551          | 19,81        |             |             |
|                          | Enly Mahamoudou             | DVD                      | DVC                      | 480          | 17,25        |             |             |
|                          | Latufa Saïd                 | DVD                      | DVC                      | 480          | 17,25        |             |             |
|                          | Moinaïdi Ali                | LREM                     | DVC                      | 107          | 3,85         |             |             |
|                          | Mahamoud Hamada Sidi Moukou | LREM                     | DVC                      | 107          | 3,85         |             |             |
|                          |                             |                          |                          |              |              |             |             |
| Suffrages exprimés       | Suffrages exprimés          | Suffrages exprimés       | Suffrages exprimés       | 2 782        | 95,54        | 2 944       | 95,43       |
| Votes blancs             | Votes blancs                | Votes blancs             | Votes blancs             | 45           | 1,55         | 33          | 1,07        |
| Votes nuls               | Votes nuls                  | Votes nuls               | Votes nuls               | 85           | 2,92         | 108         | 3,50        |
| Total                    | Total                       | Total                    | Total                    | 2 912        | 100          | 3 085       | 100         |
| Abstention               | Abstention                  | Abstention               | Abstention               | 2 101        | 41,91        | 1 931       | 38,50       |
| Inscrits / participation | Inscrits / participation    | Inscrits / participation | Inscrits / participation | 5 013        | 58,09        | 5 016       | 61,50       |

### Canton de Mamoudzou-2
| Candidats                | Candidats                | Partis                   | Nuance                   | Premier tour | Premier tour | Second tour | Second tour |
| Candidats                | Candidats                | Partis                   | Nuance                   | Voix         | %            | Voix        | %           |
| ------------------------ | ------------------------ | ------------------------ | ------------------------ | ------------ | ------------ | ----------- | ----------- |
|                          | Zakia Mambo              | LR                       | LR                       | 1 314        | 39,28        | 1 756       | 49,01       |
|                          | Zaidou Tavanday          | LR                       | LR                       | 1 314        | 39,28        | 1 756       | 49,01       |
|                          | Laini Abdallah-Boina     | MDM                      | DVC                      | 1 149        | 34,35        | 1 827       | 50,99       |
|                          | Elyassir Manroufou       | MDM                      | DVC                      | 1 149        | 34,35        | 1 827       | 50,99       |
|                          | Mohamed Hamissi          | DVG                      | DVG                      | 633          | 18,92        |             |             |
|                          | Ambaria Madi             | DVG                      | DVG                      | 633          | 18,92        |             |             |
|                          | Fahina Ibouroi           | MDM                      | DVC                      | 147          | 4,39         |             |             |
|                          | Hakim Nouridine          | MDM                      | DVC                      | 147          | 4,39         |             |             |
|                          | Faysoil Ali Abdallah     | DV                       | DIV                      | 102          | 3,05         |             |             |
|                          | Sara Cordji              | DV                       | DIV                      | 102          | 3,05         |             |             |
|                          |                          |                          |                          |              |              |             |             |
| Suffrages exprimés       | Suffrages exprimés       | Suffrages exprimés       | Suffrages exprimés       | 3 345        | 96,26        | 3 583       | 96,60       |
| Votes blancs             | Votes blancs             | Votes blancs             | Votes blancs             | 45           | 1,29         | 39          | 1,05        |
| Votes nuls               | Votes nuls               | Votes nuls               | Votes nuls               | 85           | 2,45         | 87          | 2,35        |
| Total                    | Total                    | Total                    | Total                    | 3 475        | 100          | 3 709       | 100         |
| Abstention               | Abstention               | Abstention               | Abstention               | 2 424        | 41,09        | 2 196       | 37,19       |
| Inscrits / participation | Inscrits / participation | Inscrits / participation | Inscrits / participation | 5 899        | 58,91        | 5 905       | 62,81       |

### Canton de Mamoudzou-3
| Candidats                | Candidats                | Partis                   | Nuance                   | Premier tour | Premier tour | Second tour | Second tour |
| Candidats                | Candidats                | Partis                   | Nuance                   | Voix         | %            | Voix        | %           |
| ------------------------ | ------------------------ | ------------------------ | ------------------------ | ------------ | ------------ | ----------- | ----------- |
|                          | Hélène Pollozec          | LREM                     | DVC                      | 799          | 28,03        | 1 607       | 53,11       |
|                          | Nadjayedine Sidi         | LREM                     | DVC                      | 799          | 28,03        | 1 607       | 53,11       |
|                          | Saoudat Abdou            | LR                       | LR                       | 754          | 26,45        | 1 419       | 46,89       |
|                          | Ali Debré Combo          | LR                       | LR                       | 754          | 26,45        | 1 419       | 46,89       |
|                          | El-Had Mascati           | DVD                      | DIV                      | 382          | 13,40        |             |             |
|                          | Marie Boura              | DVD                      | DIV                      | 382          | 13,40        |             |             |
|                          | Raya Bacar Oili          | MDM                      | DVC                      | 283          | 9,93         |             |             |
|                          | Parfait Daka             | MDM                      | DVC                      | 283          | 9,93         |             |             |
|                          | Bacar Ali Boto           | PS                       | DVG                      | 177          | 6,21         |             |             |
|                          | Tilka Randriantsalama    | DVG                      | DVG                      | 177          | 6,21         |             |             |
|                          | Cheih Ali                | LREM                     | UC                       | 139          | 4,88         |             |             |
|                          | Mariame Saïd             | LR                       | UC                       | 139          | 4,88         |             |             |
|                          | Zaina Assani             | DVD                      | DVC                      | 114          | 4,00         |             |             |
|                          | Assani Malide            | DVD                      | DVC                      | 114          | 4,00         |             |             |
|                          | Mahamoud Bacar           | DVD                      | DVC                      | 83           | 2,91         |             |             |
|                          | Anrabiya Saïd Ali        | DVD                      | DVC                      | 83           | 2,91         |             |             |
|                          | Zaïtoune Anli Daoudou    | DV                       | DIV                      | 78           | 2,74         |             |             |
|                          | Guillaume Jaouen         | DV                       | DIV                      | 78           | 2,74         |             |             |
|                          | Assani Ali               | DVD                      | DIV                      | 42           | 1,47         |             |             |
|                          | Rachma Darkaoui          | DVD                      | DIV                      | 42           | 1,47         |             |             |
|                          |                          |                          |                          |              |              |             |             |
| Suffrages exprimés       | Suffrages exprimés       | Suffrages exprimés       | Suffrages exprimés       | 2 851        | 96,38        | 3 026       | 96,25       |
| Votes blancs             | Votes blancs             | Votes blancs             | Votes blancs             | 48           | 1,62         | 51          | 1,62        |
| Votes nuls               | Votes nuls               | Votes nuls               | Votes nuls               | 59           | 1,99         | 67          | 2,13        |
| Total                    | Total                    | Total                    | Total                    | 2 958        | 100          | 3 144       | 100         |
| Abstention               | Abstention               | Abstention               | Abstention               | 2 365        | 44,43        | 2 180       | 40,95       |
| Inscrits / participation | Inscrits / participation | Inscrits / participation | Inscrits / participation | 5 323        | 55,57        | 5 324       | 59,05       |

### Canton de Mtsamboro
| Candidats                | Candidats                    | Partis                   | Nuance                   | Premier tour | Premier tour | Second tour | Second tour |
| Candidats                | Candidats                    | Partis                   | Nuance                   | Voix         | %            | Voix        | %           |
| ------------------------ | ---------------------------- | ------------------------ | ------------------------ | ------------ | ------------ | ----------- | ----------- |
|                          | Abdoul Kamardine             | LR                       | LR                       | 2 077        | 32,37        | 4 111       | 60,90       |
|                          | Zouhourya Moayad Ben         | LR                       | LR                       | 2 077        | 32,37        | 4 111       | 60,90       |
|                          | Ahamdi Boura                 | DVG                      | DVG                      | 1 232        | 19,20        | 2 639       | 39,10       |
|                          | Zainouni Madi                | DVG                      | DVG                      | 1 232        | 19,20        | 2 639       | 39,10       |
|                          | Hardjati Ousseni             | DVG                      | DVG                      | 771          | 12,01        |             |             |
|                          | Madi Souffou                 | DVG                      | DVG                      | 771          | 12,01        |             |             |
|                          | Fatima Binchehi              | DVD                      | DVD                      | 496          | 7,73         |             |             |
|                          | Soilihi Boinali              | DVD                      | DVD                      | 496          | 7,73         |             |             |
|                          | Manssour Demou               | DVC                      | DVC                      | 470          | 7,32         |             |             |
|                          | Rahamatou Hamidou            | DVC                      | DVC                      | 470          | 7,32         |             |             |
|                          | Aboudou Dit Bougnoul Aouladi | DVC                      | DVC                      | 427          | 6,65         |             |             |
|                          | Maria, Saindou Bossa         | DVC                      | DVC                      | 427          | 6,65         |             |             |
|                          | Antufiya Hamidi              | SE                       | DIV                      | 402          | 6,26         |             |             |
|                          | Abdullah-Big Mikidadi        | SE                       | DIV                      | 402          | 6,26         |             |             |
|                          | Houzainya Anli               | SE                       | DIV                      | 388          | 6,05         |             |             |
|                          | Soibaha Chaka                | SE                       | DIV                      | 388          | 6,05         |             |             |
|                          | Saindou-Battiston Aouladi    | RN                       | RN                       | 154          | 2,40         |             |             |
|                          | Rahamatou M'Chindra          | RN                       | RN                       | 154          | 2,40         |             |             |
|                          |                              |                          |                          |              |              |             |             |
| Suffrages exprimés       | Suffrages exprimés           | Suffrages exprimés       | Suffrages exprimés       | 6 417        | 95,08        | 6 750       | 94,98       |
| Votes blancs             | Votes blancs                 | Votes blancs             | Votes blancs             | 120          | 1,78         | 135         | 1,90        |
| Votes nuls               | Votes nuls                   | Votes nuls               | Votes nuls               | 212          | 3,14         | 222         | 3,12        |
| Total                    | Total                        | Total                    | Total                    | 6 749        | 100          | 7 197       | 100         |
| Abstention               | Abstention                   | Abstention               | Abstention               | 3 759        | 35,77        | 3 409       | 32,42       |
| Inscrits / participation | Inscrits / participation     | Inscrits / participation | Inscrits / participation | 10 508       | 64,23        | 10 516      | 67,58       |

### Canton d'Ouangani
| Candidats                | Candidats                     | Partis                   | Nuance                   | Premier tour | Premier tour | Second tour | Second tour |
| Candidats                | Candidats                     | Partis                   | Nuance                   | Voix         | %            | Voix        | %           |
| ------------------------ | ----------------------------- | ------------------------ | ------------------------ | ------------ | ------------ | ----------- | ----------- |
|                          | Saindou Attoumani             | DVD                      | DVD                      | 2 401        | 38,84        | 3 548       | 55,25       |
|                          | Bibi Chanfi                   | DVD                      | DVD                      | 2 401        | 38,84        | 3 548       | 55,25       |
|                          | Amine-Djamaël Noudjoumouddine | DVC                      | DVC                      | 1 466        | 23,71        | 2 874       | 44,75       |
|                          | Adidja Yssoufou               | DVC                      | DVC                      | 1 466        | 23,71        | 2 874       | 44,75       |
|                          | Zalifa Assani                 | LR                       | LR                       | 1 012        | 16,37        |             |             |
|                          | Attoumanie Harouna            | LR                       | LR                       | 1 012        | 16,37        |             |             |
|                          | Nainmati Issa                 | DVG                      | DVG                      | 942          | 15,24        |             |             |
|                          | Abdou Rastami                 | DVG                      | DVG                      | 942          | 15,24        |             |             |
|                          | Fatima, Said Chaka            | SE                       | DIV                      | 361          | 5,84         |             |             |
|                          | Fahar Madi                    | SE                       | DIV                      | 361          | 5,84         |             |             |
|                          |                               |                          |                          |              |              |             |             |
| Suffrages exprimés       | Suffrages exprimés            | Suffrages exprimés       | Suffrages exprimés       | 6 182        | 95,82        | 6 422       | 95,23       |
| Votes blancs             | Votes blancs                  | Votes blancs             | Votes blancs             | 118          | 1,83         | 120         | 1,78        |
| Votes nuls               | Votes nuls                    | Votes nuls               | Votes nuls               | 152          | 2,36         | 202         | 3,00        |
| Total                    | Total                         | Total                    | Total                    | 6 462        | 100          | 6 744       | 100         |
| Abstention               | Abstention                    | Abstention               | Abstention               | 2 432        | 27,38        | 2 139       | 24,08       |
| Inscrits / participation | Inscrits / participation      | Inscrits / participation | Inscrits / participation | 8 884        | 72,62        | 8 883       | 75,92       |

### Canton de Pamandzi
| Candidats                | Candidats                | Partis                   | Nuance                   | Premier tour | Premier tour | Second tour | Second tour |
| Candidats                | Candidats                | Partis                   | Nuance                   | Voix         | %            | Voix        | %           |
| ------------------------ | ------------------------ | ------------------------ | ------------------------ | ------------ | ------------ | ----------- | ----------- |
|                          | Souhirat El Hadad        | MDM                      | DVC                      | 1 047        | 49,48        | 1 305       | 54,08       |
|                          | Daniel Zaidani           | MDM                      | DVC                      | 1 047        | 49,48        | 1 305       | 54,08       |
|                          | Mohamed Ali Hamid        | SE                       | DIV                      | 759          | 35,87        | 1 108       | 45,92       |
|                          | Antubati Assani Bamcolo  | SE                       | DIV                      | 759          | 35,87        | 1 108       | 45,92       |
|                          | Ousseni Maandhui         | DVD                      | DVD                      | 165          | 7,80         |             |             |
|                          | Neimati Soidri           | DVD                      | DVD                      | 165          | 7,80         |             |             |
|                          | Neimati Massoundi        | DVC                      | DVC                      | 145          | 6,85         |             |             |
|                          | Midladji Ben Mnemoi      | DVC                      | DVC                      | 145          | 6,85         |             |             |
|                          |                          |                          |                          |              |              |             |             |
| Suffrages exprimés       | Suffrages exprimés       | Suffrages exprimés       | Suffrages exprimés       | 2 116        | 95,75        | 2 413       | 96,75       |
| Votes blancs             | Votes blancs             | Votes blancs             | Votes blancs             | 40           | 1,81         | 33          | 1,32        |
| Votes nuls               | Votes nuls               | Votes nuls               | Votes nuls               | 54           | 2,44         | 48          | 1,92        |
| Total                    | Total                    | Total                    | Total                    | 2 210        | 100          | 2 494       | 100         |
| Abstention               | Abstention               | Abstention               | Abstention               | 2 049        | 48,11        | 1 767       | 41,47       |
| Inscrits / participation | Inscrits / participation | Inscrits / participation | Inscrits / participation | 4 259        | 51,89        | 4 261       | 58,53       |

### Canton de Sada
| Candidats                | Candidats                | Partis                   | Nuance                   | Premier tour | Premier tour | Second tour | Second tour |
| Candidats                | Candidats                | Partis                   | Nuance                   | Voix         | %            | Voix        | %           |
| ------------------------ | ------------------------ | ------------------------ | ------------------------ | ------------ | ------------ | ----------- | ----------- |
|                          | Tahamida Ibrahim         | LR                       | LR                       | 1 924        | 27,90        | 3 657       | 50,26       |
|                          | Mansour Kamardine        | LR                       | LR                       | 1 924        | 27,90        | 3 657       | 50,26       |
|                          | Mohamed Abdou            | SE                       | DIV                      | 1 850        | 26,83        | 3 619       | 49,74       |
|                          | Mariam Said Kalame       | SE                       | DIV                      | 1 850        | 26,83        | 3 619       | 49,74       |
|                          | Anchya Bamana            | DVD                      | DVD                      | 1 215        | 17,62        |             |             |
|                          | Adams Ridjali            | DVD                      | DVD                      | 1 215        | 17,62        |             |             |
|                          | Rahmatou Bamana          | DVC                      | DVC                      | 970          | 14,07        |             |             |
|                          | Nomani Ousseni           | DVC                      | DVC                      | 970          | 14,07        |             |             |
|                          | Hamada Binali            | SE                       | DIV                      | 570          | 8,27         |             |             |
|                          | Kourati Youssouffa       | SE                       | DIV                      | 570          | 8,27         |             |             |
|                          | Ali Madi                 | DVD                      | DVD                      | 262          | 3,80         |             |             |
|                          | Fatima Saïd Bacar        | DVD                      | DVD                      | 262          | 3,80         |             |             |
|                          | Insya Daoudou            | DVD                      | DVD                      | 104          | 1,51         |             |             |
|                          | Dani Salim               | DVD                      | DVD                      | 104          | 1,51         |             |             |
|                          |                          |                          |                          |              |              |             |             |
| Suffrages exprimés       | Suffrages exprimés       | Suffrages exprimés       | Suffrages exprimés       | 6 895        | 96,91        | 7 276       | 95,59       |
| Votes blancs             | Votes blancs             | Votes blancs             | Votes blancs             | 71           | 1,00         | 108         | 1,42        |
| Votes nuls               | Votes nuls               | Votes nuls               | Votes nuls               | 149          | 2,09         | 228         | 3,00        |
| Total                    | Total                    | Total                    | Total                    | 7 115        | 100          | 7 612       | 100         |
| Abstention               | Abstention               | Abstention               | Abstention               | 3 296        | 31,66        | 2 837       | 27,15       |
| Inscrits / participation | Inscrits / participation | Inscrits / participation | Inscrits / participation | 10 411       | 68,34        | 10 449      | 70,85       |

### Canton de Tsingoni
| Candidats                | Candidats                                    | Partis                   | Nuance                   | Premier tour | Premier tour | Second tour | Second tour |
| Candidats                | Candidats                                    | Partis                   | Nuance                   | Voix         | %            | Voix        | %           |
| ------------------------ | -------------------------------------------- | ------------------------ | ------------------------ | ------------ | ------------ | ----------- | ----------- |
|                          | Ben Issa Ousseni                             | LR                       | DVD                      | 1 467        | 27,32        | 2 429       | 41,79       |
|                          | Zaounaki Saindou                             | DVD                      | DVD                      | 1 467        | 27,32        | 2 429       | 41,79       |
|                          | Sitti Hamida Boun-Cheikh                     | DVG                      | DVG                      | 1 202        | 22,38        | 1 918       | 33,00       |
|                          | Prince Moula                                 | DVG                      | DVG                      | 1 202        | 22,38        | 1 918       | 33,00       |
|                          | Moizari Ahamada                              | DVC                      | DVC                      | 1 160        | 21,60        | 1 466       | 25,22       |
|                          | Boura Digo Irchadi                           | DVC                      | DVC                      | 1 160        | 21,60        | 1 466       | 25,22       |
|                          | Soilihi Ahamada Madi Rachidi                 | LR                       | LR                       | 903          | 16,82        |             |             |
|                          | Fatimatie, Bintie, Darouechi Razafinatoandro | LR                       | LR                       | 903          | 16,82        |             |             |
|                          | Sandia Bacari-Moussa                         | DVG                      | DVG                      | 414          | 7,71         |             |             |
|                          | Issoufi Hamada                               | DVG                      | DVG                      | 414          | 7,71         |             |             |
|                          | Soirifa-Moinaidi Soumaila                    | DVD                      | UCD                      | 224          | 4,17         |             |             |
|                          | Fayçoil Zoubert                              | DVD                      | UCD                      | 224          | 4,17         |             |             |
|                          |                                              |                          |                          |              |              |             |             |
| Suffrages exprimés       | Suffrages exprimés                           | Suffrages exprimés       | Suffrages exprimés       | 5 370        | 96,46        | 5 813       | 96,42       |
| Votes blancs             | Votes blancs                                 | Votes blancs             | Votes blancs             | 72           | 1,29         | 82          | 1,36        |
| Votes nuls               | Votes nuls                                   | Votes nuls               | Votes nuls               | 125          | 2,25         | 134         | 2,22        |
| Total                    | Total                                        | Total                    | Total                    | 5 567        | 100          | 6 029       | 100         |
| Abstention               | Abstention                                   | Abstention               | Abstention               | 2 944        | 34,59        | 2 456       | 28,95       |
| Inscrits / participation | Inscrits / participation                     | Inscrits / participation | Inscrits / participation | 8 511        | 65,41        | 8 485       | 71,05       |